# فایربوری (نبراسکا)
فایربوری(به انگلیسی: Fairbury) شهری در ایالت نبراسکا کشور ایالات متحده آمریکا است که جمعیت آن در سرشماری سال ۲۰۱۰ میلادی، ۳٬۹۴۲ نفر بوده‌است.